# Emanuele Rao
Emanuele Rao (Rovereto, Trento, 28 de marzo de 2006) es un futbolista italiano que se desempeña como extremo izquierdo. Su equipo actual es la S. S. C. Bari de la Serie B de Italia, donde juega en calidad de cedido por la S. S. C. Napoli.

## Trayectoria
Formado en el Chievo Verona, Rao se incorporó en 2021 al sector juvenil de la S.P.A.L. de Ferrara, donde destacó y fue promocionado al primer equipo en 2023.
En la temporada 2023‑24 hizo su debut en el fútbol profesional, compitiendo en la Serie C (tercer nivel del fútbol italiano) con el club ferrarés. A los 17 años, 6 meses y 13 días, anotó su primer gol en un partido frente a la Lucchese, convirtiéndose en el segundo goleador más joven en la historia del club.
Esa campaña cerró con 27 apariciones ligueras y un gol.
Durante la temporada siguiente, fue una de las principales figuras del equipo, con 37 partidos (más uno en la Copa Italia Serie C), cinco goles y dos asistencias, consolidándose como uno de los talentos más prometedores de la categoría.
Tras la exclusión de la S.P.A.L. de los campeonatos profesionales, Rao quedó libre en junio de 2025 y varios clubes - como AC Milan, Atalanta, Inter de Milán, Juventus de Turín y Napoli - mostraron interés por él. Finalmente, fue el club napolitano quien cerró el fichaje en julio de 2025, con un contrato hasta 2030, y lo cedió al otro club de la familia De Laurentiis, el Bari de la Serie B.

## Selección nacional
Ha formado parte de la selección italiana Sub‑17 y recientemente debutó con la Sub‑19, disputando un amistoso contra Eslovenia en agosto de 2024 bajo la dirección de Alberto Bollini.

## Estadísticas

### Clubes
Actualizado al último partido disputado el 27 de abril de 2025.
| Club                   | Div.          | Temporada     | Liga  | Liga  | Copa  | Copa  | Internacional | Internacional | Total | Total |
| Club                   | Div.          | Temporada     | Part. | Goles | Part. | Goles | Part.         | Goles         | Part. | Goles |
| ---------------------- | ------------- | ------------- | ----- | ----- | ----- | ----- | ------------- | ------------- | ----- | ----- |
| S.P.A.L. · Italia      | 3.ª           | 2023-24       | 27    | 1     | 2     | 0     | 0             | 0             | 29    | 1     |
| S.P.A.L. · Italia      | 3.ª           | 2024-25       | 37    | 5     | 1     | 0     | 0             | 0             | 38    | 5     |
| S.P.A.L. · Italia      | Total club    | Total club    | 64    | 6     | 3     | 0     | 0             | 0             | 67    | 6     |
| S. S. C. Bari · Italia | 2.ª           | 2025-26       | –     | –     | –     | –     | –             | –             | –     | –     |
| Total carrera          | Total carrera | Total carrera | 64    | 6     | 3     | 0     | 0             | 0             | 67    | 6     |